# Monocelis beata
Monocelis beata är en plattmaskart som beskrevs av Curini-Galletti och Cannon 1996. Monocelis beata ingår i släktet Monocelis och familjen Monocelididae. Inga underarter finns listade i Catalogue of Life.